# Notoxus werneri
Notoxus werneri är en skalbaggsart som beskrevs av Chandler 1982. Notoxus werneri ingår i släktet Notoxus och familjen kvickbaggar. Inga underarter finns listade i Catalogue of Life.